# Folkrepubliken Kinas konstitution

Folkrepubliken Kinas statsvapen.

Folkrepubliken Kinas konstitution är Folkrepubliken Kinas författning och viktigaste lagtext. Den nuvarande versionen antogs av den nationella folkkongressen den 4 december 1982 och ändringar infördes 1988, 1993, 1999, 2004, och 2018. Kina har tidigare haft tre konstitutioner från 1954, 1975, och 1978, men de har samtliga upphävts av den nuvarande grundlagen. Konstitutionen består av fem delar: ett förord, grundläggande principer, grundläggande rättigheter och plikter, statens uppbyggnad och Kinas flagga och Kinas statsvapen.
Konstitutionen är uppbyggd på nästan samma sätt som Sovjetunionens författning från 1936 men med väsentliga skillnaden att de sovjetiska konstitution gav sovjetrepublikerna rätt att bryta sig ur unionen, medan kinesiska autonoma områden inte har denna rättighet.
Enligt artikel 67 är det Nationella folkkongressens ständiga utskott, och inte högsta domstolen, som har rätt att tolka konstitutionen.